# Lauren Komanski
Lauren Komanski, coneguda també com a Lauren Rauck-Komanski, (Winston-Salem, Carolina del Nord, 17 de juny de 1985) és una ciclista estatunidenca professional del 2015 al 2016.

## Palmarès
- 2015
  - Vencedora d'una etapa al Tour de l'Ardecha